# Bolton, East Riding of Yorkshire
Bolton är en by i civil parish Fangfoss, i distriktet East Riding of Yorkshire, i grevskapet East Riding of Yorkshire, i England. Byn är belägen 5 km från Pocklington. Bolton var en civil parish 1866–1935 när blev den en del av Fangfoss och Bishop Wilton. Civil parish hade 130 invånare år 1931. Byn nämndes i Domedagsboken (Domesday Book) år 1086, och kallades då Bodelton.